# Jacobus Clemens non Papa
Jacobus Clemens non Papa o Jacob Clemens non Papa és un compositor del renaixement flamenc que va néixer el 1510, probablement a Middelburg i que va morir entre l'any 1556 i 1558 a Diksmuide.
El seu nom de naixement era Jacob (Jaume) Clement. Encara no és clar per què s'ha donat l'epítet «non papa». Segons una hipòtesi, hauria volgut distingir-se del poeta Jacobus Papa, de Ieper, o segons una altra voliar distanciar-se del papa regnant Clemens VII. La confusió amb ambdós és poc probable, Climent VII va morir abans que el compositor va començar publicant les seves obres, i el nom del poeta és força diferent, i la hipòtesi més probable és que fos un afegit humorístic.
No se sap gairebé res de la seva jovenesa. Un primer esment data del 1544 com mestrescola de la catedral de Sant Donacià de Bruges, el 1550 com a cantant i compositor de la catedral de s'Hertogenbosch. Fa part de l'escola francoflamenca. Junts amb Josquin des Prez i Giovanni Pierluigi da Palestrina és considerat com un dels mestres dels motets.
Va ser primer mestre de capella de Carles V. Se n'ha conservat una obra religiosa considerable (14 misses, un rèquiem, 15 magníficats, 210 motets, cançons, etc), com també quatre llibres intitulats Souterliedekens (salms sobre melodies populars neerlandeses). Les seves cançons figuren en nombrosos reculls de l'època, tant a França com a Alemanya i Itàlia.